# 에어프린트
에어프린트(AirPrint)는 프린터 특정 드라이버를 설치하지 않고도 인쇄를 하기 위한 애플의 macOS와 iOS 운영 체제의 한 기능이다. 연결은 에어프린트 호환 프린터에 직접, 또는 마이크로소프트 윈도우, 리눅스, macOS를 실행하는 컴퓨터의 비호환 공유 프린터에 대해 무선랜(와이파이)을 경유하는 방법으로 수행된다. 처음에는 iOS 장치용으로 고안되어 와이파이 네트워크 전용으로 연결되었으므로 와이파이 액세스 포인트가 필요했다. 그러나 에어프린트가 2012년 macOS 데스크톱 플랫폼에 도입됨에 따라 이더넷 연결을 통한 네트워크에 연결된 맥들 또한 와이파이 연결이 아니더라도 에어프린트 프로토콜을 사용하여 인쇄할 수 있게 되었다. 장치와 프린터 사이의 다이렉트 와이파이 연결은 기본으로 지원하지 않으나 'HP ePrint Wireless Direct AirPrint' 기능으로 등장하게 되었다. 애플 래스터(Apple Raster)라는 사유 페이지 기술 언어를 사용한다.

## 같이 보기
- 구글 클라우드 프린트